# Primera División (Mexiko) México 70
Das Torneo México 70 war eine besondere Spielzeit der Primera División, der höchsten mexikanischen Fußball-Liga. Diese wurde wegen der im eigenen Land ausgetragenen Fußball-Weltmeisterschaft 1970 veranstaltet und fand in zwei Phasen statt. In der ersten Phase, die zwischen dem 4. Februar 1970 und dem 10. Mai 1970 ausgetragen wurde, wurden die insgesamt 16 teilnehmenden Mannschaften in zwei Gruppen unterteilt, in der jeweils acht Mannschaften in je einem Heim- und Auswärtsspiel gegeneinander antraten. Die jeweils vier bestplatzierten Mannschaften spielten in der zweiten Phase des Turniers in der Meisterrunde, die übrigen acht Mannschaften in der Trostrunde. Die zweite Phase begann nach der Weltmeisterschaft, die am 31. Mai 1970 begann und am 21. Juni 1970 endete. Sie wurde zwischen dem 8. Juli 1970 und dem 11. Oktober 1970 ausgetragen.
Während die in den WM-Kader 1970 berufenen Nationalspieler sich durch die intensive WM-Vorbereitung der mexikanischen Nationalmannschaft nicht an der ersten Phase des Torneo México 70 beteiligten, nahmen sie an dessen zweiter Phase teil.

## Auf- und Absteiger
Wegen der Erweiterung der Liga von vormals 16 auf zukünftig 18 Mannschaften (ab der Saison 1970/71) gab es am Ende dieses Sonderturniers keinen Absteiger, aber zwei Aufsteiger: den Meister der Saison 1969/70 in der zweitklassigen Segunda División, CD Zacatepec, und den Puebla FC, der sich in einer separat veranstalteten Aufstiegsrunde gegen die Mitbewerber Unión de Curtidores, Club Deportivo Nacional und Mastines de Naucalpan durchsetzen konnte.

## Vorrunde

### Gruppe 1

#### Kreuztabelle
Die Kreuztabelle stellt die Ergebnisse aller Spiele dieser Saison dar. Der Name der Heimmannschaft ist in der linken Spalte, das Logo der Gastmannschaft in der oberen Zeile aufgelistet.
| Vorrundengruppe 1 | TOR | Monterrey | Guadalajara | LEO | U.N.A.M. | Oro | Veracruz | Necaxa |
| ----------------- | --- | --------- | ----------- | --- | -------- | --- | -------- | ------ |
| CF Torreón        |     | 1:2       | 3:1         | 2:2 | 2:1      | 3:1 | 2:0      | 0:0    |
| CF Monterrey      | 1:1 |           | 1:0         | 3:1 | 1:1      | 1:1 | 1:0      | 0:0    |
| CD Guadalajara    | 1:1 | 4:0       |             | 4:0 | 4:1      | 0:2 | 2:0      | 2:1    |
| Club León         | 0:0 | 6:0       | 2:1         |     | 2:2      | 1:1 | 3:0      | 4:2    |
| U.N.A.M.          | 2:2 | 4:2       | 2:1         | 2:2 |          | 1:0 | 1:2      | 1:0    |
| CD Oro            | 2:1 | 0:2       | 0:1         | 1:0 | 2:1      |     | 2:0      | 1:0    |
| CD Veracruz       | 2:3 | 1:1       | 5:2         | 2:1 | 1:1      | 4:2 |          | 6:0    |
| Necaxa            | 1:1 | 1:1       | 0:4         | 0:1 | 0:0      | 3:0 | 2:2      |        |

#### Abschlusstabelle
| Pl. | Verein         | Sp. | S | U | N | Tore    | Punkte |
| --- | -------------- | --- | - | - | - | ------- | ------ |
| 1.  | CF Torreón     | 14  | 5 | 7 | 2 | 022:160 | 17:11  |
| 2.  | CF Monterrey   | 14  | 5 | 6 | 3 | 016:210 | 16:12  |
| 3.  | CD Guadalajara | 14  | 7 | 1 | 6 | 027:180 | 15:13  |
| 4.  | Club León      | 14  | 5 | 5 | 4 | 025:200 | 15:13  |
| 5.  | U.N.A.M.       | 14  | 4 | 6 | 4 | 020:210 | 14:14  |
| 6.  | CD Oro         | 14  | 6 | 2 | 6 | 015:180 | 14:14  |
| 7.  | CD Veracruz    | 14  | 5 | 3 | 6 | 025:230 | 13:15  |
| 8.  | Necaxa         | 14  | 1 | 6 | 7 | 010:230 | 08:20  |

### Gruppe 2

#### Kreuztabelle
Die Kreuztabelle stellt die Ergebnisse aller Spiele dieser Saison dar. Der Name der Heimmannschaft ist in der linken Spalte, das Logo bzw. ein Kürzel der Gastmannschaft in der oberen Zeile aufgelistet.
| Vorrundengruppe 2 | Toluca | Pachuca | Cruz Azul | Atlas | AME | LAG | Atlante | IRA |
| ----------------- | ------ | ------- | --------- | ----- | --- | --- | ------- | --- |
| Deportivo Toluca  |        | 1:2     | 2:0       | 4:1   | 3:0 | 4:1 | 1:1     | 1:0 |
| CF Pachuca        | 2:0    |         | 0:0       | 2:0   | 3:1 | 0:1 | 1:1     | 2:1 |
| Cruz Azul         | 0:1    | 2:1     |           | 1:0   | 0:1 | 1:0 | 2:1     | 1:0 |
| CF Atlas          | 1:1    | 0:2     | 2:1       |       | 1:0 | 2:1 | 3:2     | 2:1 |
| Club América      | 0:1    | 0:0     | 3:0       | 1:2   |     | 2:1 | 3:1     | 2:0 |
| CF Laguna         | 2:1    | 1:0     | 1:1       | 1:1   | 1:0 |     | 0:0     | 0:2 |
| CF Atlante        | 1:1    | 1:0     | 0:2       | 0:0   | 1:1 | 1:1 |         | 0:2 |
| CD Irapuato       | 1:0    | 0:0     | 1:2       | 2:2   | 1:2 | 4:2 | 0:2     |     |

#### Abschlusstabelle
| Pl. | Verein           | Sp. | S | U | N | Tore    | Punkte |
| --- | ---------------- | --- | - | - | - | ------- | ------ |
| 1.  | Deportivo Toluca | 14  | 7 | 3 | 4 | 021:120 | 17:11  |
| 2.  | CF Pachuca       | 14  | 6 | 4 | 4 | 015:900 | 16:12  |
| 3.  | Cruz Azul        | 14  | 7 | 2 | 5 | 013:130 | 16:12  |
| 4.  | CF Atlas         | 14  | 6 | 4 | 4 | 017:190 | 16:12  |
| 5.  | Club América     | 14  | 6 | 2 | 6 | 016:150 | 14:14  |
| 6.  | CF Laguna        | 14  | 4 | 4 | 6 | 013:190 | 12:16  |
| 7.  | CF Atlante       | 14  | 2 | 7 | 5 | 012:170 | 11:17  |
| 8.  | CD Irapuato      | 14  | 4 | 2 | 8 | 015:180 | 10:18  |

## Endrunde

### Meisterrunde

#### Kreuztabelle
Die Kreuztabelle stellt die Ergebnisse aller Spiele dieser Saison dar. Der Name der Heimmannschaft ist in der linken Spalte, das Logo der Gastmannschaft in der oberen Zeile aufgelistet.
| Meisterrunde     | Cruz Azul | Guadalajara | LEO | Toluca | Pachuca | Atlas | Monterrey | TOR |
| ---------------- | --------- | ----------- | --- | ------ | ------- | ----- | --------- | --- |
| Cruz Azul        |           | 1:0         | 2:4 | 1:0    | 2:0     | 1:0   | 1:0       | 6:1 |
| CD Guadalajara   | 2:1       |             | 1:1 | 2:1    | 4:1     | 1:1   | 1:0       | 3:0 |
| Club León        | 0:1       | 0:0         |     | 0:1    | 2:1     | 3:1   | 3:2       | 3:1 |
| Deportivo Toluca | 2:3       | 2:0         | 1:1 |        | 4:3     | 1:1   | 4:0       | 3:1 |
| CF Pachuca       | 3:1       | 0:3         | 0:1 | 3:2    |         | 2:0   | 0:2       | 3:0 |
| CF Atlas         | 1:3       | 1:1         | 3:2 | 0:2    | 1:2     |       | 0:3       | 1:2 |
| CF Monterrey     | 1:1       | 2:2         | 0:0 | 0:0    | 1:2     | 1:1   |           | 0:3 |
| CF Torreón       | 1:2       | 0:1         | 1:2 | 0:3    | 1:1     | 0:1   | 2:1       |     |

#### Abschlusstabelle
|     | Verein           | Sp | G  | U | V  | Tore  | Punkte |
| --- | ---------------- | -- | -- | - | -- | ----- | ------ |
| 01. | Cruz Azul        | 14 | 10 | 1 | 3  | 26:15 | 21-07  |
| 02. | CD Guadalajara   | 14 | 7  | 5 | 2  | 21:11 | 19-09  |
| 03. | Club León        | 14 | 7  | 4 | 3  | 22:15 | 18-10  |
| 04. | Deportivo Toluca | 14 | 7  | 3 | 4  | 26:15 | 17-11  |
| 05. | CF Pachuca       | 14 | 6  | 1 | 7  | 21:24 | 13-15  |
| 06. | CF Atlas         | 14 | 3  | 4 | 7  | 13:23 | 10-18  |
| 07. | CF Monterrey     | 14 | 2  | 5 | 7  | 13:20 | 09-19  |
| 08. | CF Torreón       | 14 | 2  | 1 | 11 | 12:31 | 05-23  |

### Trostrunde

#### Kreuztabelle
Die Kreuztabelle stellt die Ergebnisse aller Spiele dieser Saison dar. Der Name der Heimmannschaft ist in der linken Spalte, das Logo bzw. ein Kürzel der Gastmannschaft in der oberen Zeile aufgelistet.
| Trostrunde   | U.N.A.M. | LAG | Veracruz | Atlante | IRA | AME | Necaxa | Oro |
| ------------ | -------- | --- | -------- | ------- | --- | --- | ------ | --- |
| U.N.A.M.     |          | 1:0 | 0:1      | 2:0     | 0:1 | 2:0 | 0:1    | 1:0 |
| CF Laguna    | 1:1      |     | 3:1      | 0:0     | 2:1 | 0:0 | 1:1    | 2:0 |
| CD Veracruz  | 0:0      | 0:1 |          | 1:1     | 1:1 | 3:0 | 1:0    | 2:0 |
| CF Atlante   | 0:2      | 3:2 | 3:1      |         | 4:0 | 2:2 | 0:0    | 0:1 |
| CD Irapuato  | 1:1      | 1:0 | 0:2      | 1:1     |     | 1:1 | 1:0    | 3:0 |
| Club América | 1:0      | 0:0 | 2:0      | 0:0     | 0:1 |     | 4:0    | 2:1 |
| Club Necaxa  | 1:2      | 2:3 | 1:2      | 1:1     | 2:2 | 1:0 |        | 2:0 |
| CD Oro       | 1:2      | 1:2 | 1:1      | 0:1     | 3:1 | 1:1 | 1:1    |     |

#### Abschlusstabelle
|     | Verein       | Sp | G | U | V | Tore  | Punkte |
| --- | ------------ | -- | - | - | - | ----- | ------ |
| 01. | U.N.A.M.     | 14 | 7 | 3 | 4 | 14:08 | 17-11  |
| 02. | CF Laguna    | 14 | 6 | 5 | 3 | 17:12 | 17-11  |
| 03. | CD Veracruz  | 14 | 6 | 4 | 4 | 16:13 | 16-12  |
| 04. | CF Atlante   | 14 | 4 | 7 | 3 | 16:13 | 15-13  |
| 05. | CD Irapuato  | 14 | 5 | 5 | 4 | 15:17 | 15-13  |
| 06. | Club América | 14 | 4 | 6 | 4 | 13:12 | 14-14  |
| 07. | Necaxa       | 14 | 3 | 5 | 6 | 13:18 | 11-17  |
| 08. | CD Oro       | 14 | 2 | 3 | 9 | 10:21 | 07-21  |